# La dieta del lagarto (programa de televisión)
La dieta del lagarto es un concurso y programa de televisión chileno presentado por Karen Doggenweiler en donde 14 participantes con sobrepeso deberán bailar y bajar de peso para no ser eliminados.
Cada persona obesa tiene una pareja de baile cada jueves son evaluados por dos notas una por baile y otra por bajar de peso.

## Concursantes
Los 14 concursantes, fueron los siguientes:
| Concursantes         | Edad | Clasificación                          | Rank |
| Ximena Diaz          | 44   | Ganadora el 12 de agosto de 2011       | # 1  |
| Marcela Monsalve     | 28   | 2° Lugar el 12 de agosto de 2011       | # 2  |
| Luis Felipe Álvarez  | 30   | 3° Lugar el 12 de agosto de 2011       | # 3  |
| Giulliano Rondanelli | 21   | Eliminado N° 10 el 6 de agosto de 2011 | # 4  |
| Rodrigo Arias        | 27   | Eliminado N° 9 el 29 de julio de 2011  | # 5  |
| Victor Fuentes       | 25   | Eliminado N° 8 el 22 de julio de 2011  | # 6  |
| May Lyn Leal         | 27   | Eliminada N° 7 el 14 de julio de 2011  | # 7  |
| Manuel Soto          | 28   | Retirado el 14 de julio de 2011        | # 8  |
| Marcela Labra        | 43   | Eliminada N° 6 el 7 de julio de 2011   | # 9  |
| Pilar Ortega         | 40   | Eliminada Nº 5 el 29 de junio de 2011  | # 10 |
| Marinka Aguirre      | 24   | Eliminada Nº 4 el 23 de junio de 2011  | # 11 |
| Pablo Iturra         | 31   | Eliminado Nº 3 el 16 de junio de 2011  | # 12 |
| Laura Castro         | 27   | Eliminada Nº 2 el 9 de junio de 2011   | # 13 |
| Claudia Norero       | 30   | Eliminada Nº 1 el 9 de junio de 2011   | # 14 |

## Tabla de eliminación
| Ximena Diaz          | Lesionada | Salvado                                 | Salvado                                   | Salvado                                    | Salvado                                            | Salvado                                   | Salvado                                       | Nominado                                       | Nominado                                         | Nominado                                        | Salvado                                                     | Ganadora                                           |              |              |              |              |              |              |              |
| Marcela Monsalve     | Salvado   | Salvado                                 | Salvado                                   | Salvado                                    | Salvado                                            | Salvado                                   | Nominado                                      | Salvado                                        | Salvado                                          | Salvado                                         | Nominado                                                    | 2° Lugar                                           |              |              |              |              |              |              |              |
| Luis Felipe Álvarez  | Salvado   | Salvado                                 | Salvado                                   | Salvado                                    | Nominado                                           | Salvado                                   | Salvado                                       | Nominado                                       | Nominado                                         | Nominado                                        | Nominado                                                    | 3° Lugar                                           |              |              |              |              |              |              |              |
| Giulliano Rondanelli | Salvado   | Salvado                                 | Salvado                                   | Salvado                                    | Salvado                                            | Salvado                                   | Salvado                                       | Salvado                                        | Salvado                                          | Salvado                                         | 4° Lugar                                                    | 4° Lugar                                           |              |              |              |              |              |              |              |
| Rodrigo Arias        | Salvado   | Salvado                                 | Salvado                                   | Salvado                                    | Salvado                                            | Nominado                                  | Salvado                                       | Salvado                                        | Salvado                                          | Eliminado                                       | 9° Eliminado                                                | 9° Eliminado                                       | 9° Eliminado | 9° Eliminado | 9° Eliminado | 9° Eliminado | 9° Eliminado | 9° Eliminado | 9° Eliminado |
| Victor Fuentes       | Salvado   | Salvado                                 | Salvado                                   | Nominado                                   | Salvado                                            | Salvado                                   | Salvado                                       | Salvado                                        | Eliminado                                        | 8° Eliminado                                    | 8° Eliminado                                                | 8° Eliminado                                       | 8° Eliminado | 8° Eliminado | 8° Eliminado | 8° Eliminado | 8° Eliminado | 8° Eliminado |              |
| May Lyn Leal         | Salvado   | Nominado                                | Salvado                                   | Salvado                                    | Nominado                                           | Nominado                                  | Nominado                                      | Eliminado                                      | 7° Eliminado                                     | 7° Eliminado                                    | 7° Eliminado                                                | 7° Eliminado                                       | 7° Eliminado | 7° Eliminado | 7° Eliminado | 7° Eliminado | 7° Eliminado |              |              |
| Manuel Soto          | Salvado   | Nominado                                | Nominado                                  | Salvado                                    | Salvado                                            | Salvado                                   | Salvado                                       | Retirado                                       | 1° Retirado                                      | 1° Retirado                                     | 1° Retirado                                                 | 1° Retirado                                        |              |              |              |              |              |              |              |
| Marcela Labra        | Salvado   | Salvado                                 | Salvado                                   | Salvado                                    | Salvado                                            | Salvado                                   | Eliminado                                     | 6° Eliminado                                   | 6° Eliminado                                     | 6° Eliminado                                    | 6° Eliminado                                                | 6° Eliminado                                       | 6° Eliminado | 6° Eliminado | 6° Eliminado | 6° Eliminado |              |              |              |
| Pilar Ortega         | Salvado   | Nominado                                | Salvado                                   | Nominado                                   | Salvado                                            | Eliminado                                 | 5° Eliminado                                  | 5° Eliminado                                   | 5° Eliminado                                     | 5° Eliminado                                    | 5° Eliminado                                                | 5° Eliminado                                       | 5° Eliminado | 5° Eliminado | 5° Eliminado |              |              |              |              |
| Marinka Aguirre      | Salvado   | Salvado                                 | Salvado                                   | Salvado                                    | Eliminado                                          | 4° Eliminado                              | 4° Eliminado                                  | 4° Eliminado                                   | 4° Eliminado                                     | 4° Eliminado                                    | 4° Eliminado                                                | 4° Eliminado                                       | 4° Eliminado | 4° Eliminado |              |              |              |              |              |
| Pablo Iturra         | Salvado   | Salvado                                 | Salvado                                   | Eliminado                                  | 3° Eliminado                                       | 3° Eliminado                              | 3° Eliminado                                  | 3° Eliminado                                   | 3° Eliminado                                     | 3° Eliminado                                    | 3° Eliminado                                                | 3° Eliminado                                       | 3° Eliminado |              |              |              |              |              |              |
| Claudia Norero       | Salvado   | Salvado                                 | Eliminado                                 | 2° Eliminado                               | 2° Eliminado                                       | 2° Eliminado                              | 2° Eliminado                                  | 2° Eliminado                                   | 2° Eliminado                                     | 2° Eliminado                                    | 2° Eliminado                                                | 2° Eliminado                                       |              |              |              |              |              |              |              |
| Laura Castro         | Salvado   | Salvado                                 | Eliminado                                 | 1° Eliminado                               | 1° Eliminado                                       | 1° Eliminado                              | 1° Eliminado                                  | 1° Eliminado                                   | 1° Eliminado                                     | 1° Eliminado                                    | 1° Eliminado                                                | 1° Eliminado                                       |              |              |              |              |              |              |              |
|                      |           |                                         |                                           |                                            |                                                    |                                           |                                               |                                                |                                                  |                                                 |                                                             |                                                    |              |              |              |              |              |              |              |
| Momento final        | ----      | May Lyn Leal, Manuel Soto, Pilar Ortega | Claudia Norero, Laura Castro, Manuel Soto | Pilar Ortega, Victor Fuentes, Pablo Iturra | Marinka Aguirre, May Lyn Leal, Luis Felipe Álvarez | Pilar Ortega, May Lyn Leal, Rodrigo Arias | Marcela Monsalve, May Lyn Leal, Marcela Labra | May Lyn Leal, Ximena Díaz, Luis Felipe Álvarez | Víctor Fuentes, Ximena Díaz, Luis Felipe Álvarez | Rodrigo Arias, Ximena Díaz, Luis Felipe Álvarez | Marcela Monsalve, Giulliano Rondanelli, Luis Felipe Álvarez | Marcela Monsalve, Ximena Díaz, Luis Felipe Álvarez |              |              |              |              |              |              |              |
| Eliminado            | ----      | ----                                    | Claudia Norero, Laura Castro              | Pablo Iturra                               | Marinka Aguirre                                    | Pilar Ortega                              | Marcela Labra                                 | May Lyn Leal                                   | Víctor Fuentes                                   | Rodrigo Arias                                   | Giulliano Rondanelli                                        | Luis Felipe Álvarez                                |              |              |              |              |              |              |              |

Notas
| – | El concursante fue nominado al recibir uno de los puntajes más bajos, pero no fue eliminado.                                     |
| – | El concursante fue nominado al recibir uno de los puntajes más bajos y posteriormente fue eliminado por la votación del público. |
| – | El concursante fue salvado de la eliminación.                                                                                    |
| – | El concursante fue el ganador y ganó el lagarto de plata.                                                                        |
| – | El concursante se retiró de la competencia por lesión.                                                                           |
| – | El concursante fue nominado, ganador o salvado de la última eliminación y se convirtió en semifinalista de la misma.             |
| – | El concursante no bailó por lesión.                                                                                              |
| – | El concursante fue nominado, ganador o salvado de la última eliminación y se convirtió en finalista de la misma.                 |
| – | El concursante obtuvo el 4° Lugar.                                                                                               |
| – | El concursante obtuvo el 3° Lugar.                                                                                               |
| – | El concursante obtuvo el 2° Lugar.                                                                                               |
| – | El concursante obtuvo el 1° Lugar.                                                                                               |

### Hechos Importantes
- La primera semana de competencia no hubo eliminado por motivo que los participantes comenzaron a conocer las reglas.
- La segunda semana de competencia no hubo eliminado debido a un empate en la votación del público.

## Primera etapa
| Participantes          | Condición en el programa              |
| ---------------------- | ------------------------------------- |
| - Ximena Díaz          | Pasa a la Recta Final                 |
| - Marcela Monsalve     | Pasa a la Recta Final                 |
| - Luis Felipe Álvarez  | Pasa a la Recta Final                 |
| - Giulliano Rondanelli | Pasa a la Recta Final (10.ºEliminado) |
| - Rodrigo Arias        | Pasa a la Recta Final (9.ºEliminado)  |
| - Víctor Fuentes       | Pasa a la Recta Final (8.ºEliminado)  |
| - May Lyn Leal         | 7° Eliminada                          |
| - Marcela Labra        | 6° Eliminada                          |
| - Pilar Ortega         | 5° Eliminada                          |
| - Marinka Aguirre      | 4° Eliminada                          |
| - Pablo Iturra         | 3° Eliminado                          |
| - Laura Castro         | 2° Eliminada                          |
| - Claudia Norero       | 1° Eliminada                          |
| - Manuel Soto          | Retirado                              |

## Recta Final
El día 22 de julio se dio inicio a la recta final de la dieta del lagarto en donde 6 participantes competirán para poder ganar un gran premio final de  $10.000.000 de pesos.
| Participantes          | Condición en el programa |
| ---------------------- | ------------------------ |
| - Ximena Díaz          | Gran Ganadora            |
| - Marcela Monsalve     | 2° Lugar                 |
| - Luis Felipe Álvarez  | 3° Lugar                 |
| - Giulliano Rondanelli | 4° Lugar Semifinalista   |
| - Rodrigo Arias        | 9.ºEliminado (5.ºLugar)  |
| - Víctor Fuentes       | 8.ºEliminado (6.ºLugar)  |

## Jurado
| Nombre            | Profesión | Nacionalidad         |
| ----------------- | --- | -------------------- |
| Pampita           | Bailarina y Modelo Argentina. | Bandera de Argentina |
| Georgette Farias  | Es bailarina, coreógrafa y profesora de ballet clásico. Pertenece al cuerpo estable del Ballet de Santiago, del Teatro Municipal de Chile, en donde se desempeña como maestra de baile. | Bandera de Chile     |
| José Luis Tejos   | Presidente del Jurado bailarín y coreógrafo reconocido mundialmente. | Bandera de Chile     |
| Macarena Tondreau | Opinologa de Buenos Días a Todos.(Reemplazó a Pampita). | Bandera de Chile     |
| René Naranjo      | Jurado de la Competencia Artística de Calle 7.(Reemplazó a Pampita). | Bandera de Chile     |